# カタウアッチ湖
カタウアッチ湖 (Lake Cataouatche) は、アメリカ合衆国ルイジアナ州にある湖。面積9,280エーカーで、ニューオーリンズの南西、セントチャールズ郡とジェファーソン郡に位置する南にあるサルバドール湖とバイユー・カバ (Bayou Couba)、バイユー・バードー (Bayou Bardeaux) で繋がっている。